# Aura Aero ERA
L'Aura Aero ERA (sigle en anglais : Electric Regional Aircraft) est un avion de transport régional électrique hybride en développement par Aura Aero.
Il devrait concurrencer les avions régionaux biturbopropulseurs de 19 places tels que les Beechcraft 1900, DHC-6 Twin Otter ou Cessna 408 SkyCourier.
La ligne d'assemblage est à Toulouse.

## Historique
Le premier vol est prévu pour 2026 et la certification CS-23 pour 2028. L'avion devrait être certifié monopilote.

## Caractéristiques
L'ERA est un avion régional à ailes hautes, empennage en T et train rentrant. Le fuselage est en aluminium et les ailes en carbone. Il est initialement annoncé avec six moteurs électriques en 2021 puis avec huit moteurs électriques en 2023. Les huit moteurs à hélice sont montés sur les ailes.
Plusieurs aménagements intérieurs sont annoncés : transport de passagers, cargo, avion d'affaires ou évacuation sanitaire. Il emporte au maximum 19 passagers ou 1 900 kg de cargo. La cabine est pressurisée et a une hauteur de 1,88 m.
Les huit moteurs électriques sont alimentés par quatre batteries sur un réseau de 800 V. L'avion est également équipé de deux turbogénérateurs, situés à l'arrière du fuselage et développés par Safran Helicopter Engines, faisant ainsi de l'ERA un avion hybride. Les turbogénérateurs sont composés d’une turbine combinée à plusieurs générateurs électriques.
Aura Aero a signé un accord de partenariat avec Verkor pour les batteries lithium-ion. L'avionique est développée par Thales.
Aura Aero annonce une réduction des coûts en énergie et en maintenance de 50 % et une réduction des émissions de CO2 jusqu'à 80 % comparé aux avions biturbopropulseurs de même catégorie.

## Performances attendues
L'ERA devrait pouvoir parcourir environ 150 km en mode électrique voire 300 km. Il devrait également pouvoir décoller en mode électrique, et donc en silence, dans des zones aéroportuaires de plus en plus sensibles à la pollution sonore. Il est annoncé avec une distance franchissable de 900 nm (1 666 km) en mode hybride.
La vitesse de croisière attendue est de 250 kt (463 km/h). Les distances de décollage et d'atterrissage devraient être d'environ 800 m.

## Lettres d'intention
Plusieurs lettres d'intention (LOI) ont été signées pour un total, en 2024, de 570 avions et une valeur de 8,5 milliards de dollars, soit 15 millions de dollars par avion,,.
Ces lettres d'intention proviennent de :
| Compagnie                            | Avions | Remarques                                                |
| ------------------------------------ | ------ | -------------------------------------------------------- |
| Amedeo (Irlande)                     | 200    | LOI signée en octobre 2021.                              |
| JSX (en) (Etats-Unis)                | 150    | LOI signée en décembre 2023. (50 avions + 100 en option) |
| Alpine Air Express (en) (Etats-Unis) | 75     | Annoncé en août 2024.                                    |
| Twin Jet (France)                    | 25     | Annoncé en octobre 2022.                                 |
| Dux (Brésil)                         | 20     | Annoncé en octobre 2022.                                 |
| Elitavia (Malte)                     | 20     | Annoncé en octobre 2022.                                 |
| Afrijet (Gabon)                      | 10     | Annoncé en octobre 2022.                                 |
| Flying Green (France)                | 10     | Annoncé en octobre 2022.                                 |
| FMS Jet Aviation (Suisse)            | 10     | Annoncé en octobre 2022.                                 |
| Non communiquées                     | 50     | Autres compagnies aériennes et societés de leasing.      |
| Total                                | 570    |                                                          |

En 2024, avec le soutien d'EDF, Aura Aero a déjà signé pour 570 appareils, dont 50 pour la compagnie américaine JSX (en) et prévoit de construire une usine de 50 000 m2 à Daytona Beach, en Floride, pour produire 100 avions électriques par an dès 2028.
En 2025, il y a 650 pré-commandes.